# Paratanytarsus trilobatus
Paratanytarsus trilobatus är en tvåvingeart som först beskrevs av Jean-Jacques Kieffer 1921.  Paratanytarsus trilobatus ingår i släktet Paratanytarsus och familjen fjädermyggor.
Artens utbredningsområde är Polen. Inga underarter finns listade i Catalogue of Life.